# ホセ・マラベ
ホセ・フランシスコ・マラベ（José Francisco Malavé , 1971年5月31日 - ）は、ベネズエラ出身の元プロ野球選手（外野手）。

## 経歴
ベネズエラのウィンターリーグでキャリアをスタートし3シーズンを過ごす。1989年にボストン・レッドソックスと契約。1996年5月22日のシアトル・マリナーズ戦でメジャーデビューを果たし、2年間で通算45試合に出場し、打率.226、本塁打4本、打点17を記録した。
1996年から1997年のベネズエラのウィンターリーグでは、17打数4安打、4打点と貢献した。
1997年10月17日に横浜ベイスターズと年俸3,500万円（推定）で入団契約を結んだ。1998年はキャンプから佐伯貴弘や中根仁、井上純と外野手のレギュラーの座を争い、3月1日のオープン戦で左太ももを負傷したものの同月下旬に復帰した。4月3日の阪神タイガースとの開幕戦には5番・右翼手として先発出場して4打数3安打3打点1本塁打、続く第2戦も4打数3安打3打点と2試合連続の猛打賞を記録してチームのスタートダッシュに貢献している。しかしその後は外角の変化球に苦しんで37打数3安打と不振に陥り、シーズン通算では2割台前半の低打率となって同年限りで戦力外通告を受けた。
横浜退団後の1999年はリーガ・メヒカーナ・デ・ベイスボルと独立リーグでプレーし、2000年は韓国のヘテ・タイガースに入団。しかし、韓国入国の際に「身辺保護」を理由に拳銃を所持していたため金浦国際空港で逮捕された。さらに、怪我もあって1試合も出場することなくレギュラーシーズン開幕前に解雇された。以降は再び母国ベネズエラのリーガ・メヒカーナ・デ・ベイスボルでプレー。2000年から2001年のシーズンはカリベスに移籍し、132打数46安打、打率.348、6本塁打、23打点と活躍し、カムバック賞を受賞した。2003年にはイタリアのリミニ・ベースボールクラブに所属。同年に引退した。
2009年、ワールド・ベースボール・クラシックのベネズエラ代表チームの3塁コーチを務めた。2016年から2017年にかけて、ベネズエラのプロチームであるティブロネス・デ・ラグアイラの打撃コーチを務めた。
兄はベネズエラの元プロ野球選手であるオマール・マラベ。

## 詳細情報

### 年度別打撃成績
| 年 度    | 球 団    | 試 合 | 打 席 | 打 数 | 得 点 | 安 打 | 二 塁 打 | 三 塁 打 | 本 塁 打 | 塁 打 | 打 点 | 盗 塁 | 盗 塁 死 | 犠 打 | 犠 飛 | 四 球 | 敬 遠 | 死 球 | 三 振 | 併 殺 打 | 打 率 | 出 塁 率 | 長 打 率 | O P S |
| -------- | -------- | ----- | ----- | ----- | ----- | ----- | -------- | -------- | -------- | ----- | ----- | ----- | -------- | ----- | ----- | ----- | ----- | ----- | ----- | -------- | ----- | -------- | -------- | ----- |
| 1996     | BOS      | 41    | 105   | 102   | 12    | 24    | 3        | 0        | 4        | 39    | 17    | 0     | 0        | 0     | 0     | 2     | 0     | 1     | 25    | 0        | .235  | .257     | .382     | .639  |
| 1997     | BOS      | 4     | 4     | 4     | 0     | 0     | 0        | 0        | 0        | 0     | 0     | 0     | 0        | 0     | 0     | 0     | 0     | 0     | 2     | 1        | .000  | .000     | .000     | .000  |
| 1998     | 横浜     | 33    | 92    | 87    | 5     | 19    | 4        | 0        | 1        | 26    | 12    | 0     | 0        | 0     | 2     | 3     | 0     | 0     | 21    | 2        | .218  | .239     | .299     | .538  |
| MLB：2年 | MLB：2年 | 45    | 109   | 106   | 12    | 24    | 3        | 0        | 4        | 39    | 17    | 0     | 0        | 0     | 0     | 2     | 0     | 1     | 27    | 1        | .226  | .248     | .368     | .616  |
| NPB：1年 | NPB：1年 | 33    | 92    | 87    | 5     | 19    | 4        | 0        | 1        | 26    | 12    | 0     | 0        | 0     | 2     | 3     | 0     | 0     | 21    | 2        | .218  | .239     | .299     | .538  |

### 記録
NPB
- 初出場・初先発出場：1998年4月3日、対阪神タイガース1回戦（横浜スタジアム）、5番・左翼手として先発出場
- 初打席・初安打：同上、2回裏に藪恵壹から左前安打
- 初打点：同上、4回裏に藪恵壹から先制適時二塁打
- 初本塁打：同上、5回裏に藪恵壹から2ラン

### 背番号
- 38 （1996年 - 1997年）
- 9 （1998年）